# Henricus Liberti
Henricus Liberti ou  Hendrik van Groeninghen, né à Groningue vers 1610  et mort à Anvers en 1669, est un compositeur de musique baroque et un organiste de la cathédrale Notre-Dame d'Anvers.

## Biographie - Œuvres
Liberti avait été chanteur avant de devenir organiste, succédant à John Bull à la cathédrale d’Anvers. Il occupa cette position jusqu'en 1661. Il se peut qu’il y ait déjà été enfant de chœur en 1617.
Liberti fut avant tout un compositeur de musique baroque vocale, entre autres de plusieurs chants de Noël néerlandais et latins publiés à Anvers.
Une chanson profane, Confratres wy sijn by een versaemt, apparaît dans un recueil de chansons néerlandaises rassemblées par Joannes Baptista Halbos : les Vermaeckelycke Duytsche Liedekens Met III. IV. V. Stemmen, Van verscheyden Vermaerde Meesters van desen tijdt.  Une partie de ce recueil est conservée à la bibliothèque de la Ville d'Audenarde.  Malgré la dédicace à Adrianus Van Alphen, chanoine de l’église collégiale Saint-Pierre à Turnhout, datée du 7 septembre 1655, le recueil ne fut publié qu’en 1663, à Anvers, chez l’héritière de Petrus Phalesius.
Les œuvres musicales de Liberti ne sont conservées que de façon incomplète ou sont perdues.  Il existe une reconstitution de quelques cantiones natalitiæ (chants de Noël) par le musicologue Rudolf A. Rasch.  Certaines de ces pièces vocales ont été jouées et enregistrées par des ensembles de musique ancienne. L'Université de Yale, dans sa collection de manuscrits, possède un livre de tribune (où les organistes notaient leurs œuvres) du XVIIe siècle contenant de nombreuses œuvres d'Abraham van den Kerckhoven et cinq fantaisies signées H.L. 1650.
Antoine Van Dyck a peint le portrait de Liberti, sans doute à Anvers vers 1630.  Une gravure à l’eau-forte par Van Dyck se trouve dans son Iconographie de portraits gravés de quelques contemporains de renom.  Le portrait de Van Dyck aurait figuré dans la collection de Charles Ier d'Angleterre à côté de celui du Master of the King’s Music (maître de la musique du roi), Nicholas Lanier, à la Bear Gallery du palais de Whitehall à Londres.

## Ressources